# Mario Gómez López
Mario Gómez López (26 de enero de 1926 - 2 de agosto de 2014) fue un periodista y locutor radial chileno.
Tras egresar del Liceo José Victorino Lastarria de la capital, se inició en el oficio de periodista, donde llegó a destacarse gracias a su participación en diversos programas radiales, en particular El Correo de Minería y Reportajes en primer plano, con Mario Gómez López y su grabadora.
Entre otros eventos, cubrió el Mundial de Fútbol de 1962 que se realizó en Chile. En septiembre de 1973, por orden de la dictadura militar que encabezaba el general Augusto Pinochet, dejó su país, al cual regresó en 1983.
En 1992 recibió el premio Luis Hernández Parker y el APES como mejor aporte al periodismo radial. En 2013 estuvo entre los candidatos al Premio Nacional de Periodismo.
Falleció a los 88 años de edad debido a complicaciones derivadas de una hemorragia digestiva.
Como hermano de su padre, era tío del político radical José Antonio Gómez.